# Tramway Steffisburg–Thun–Interlaken

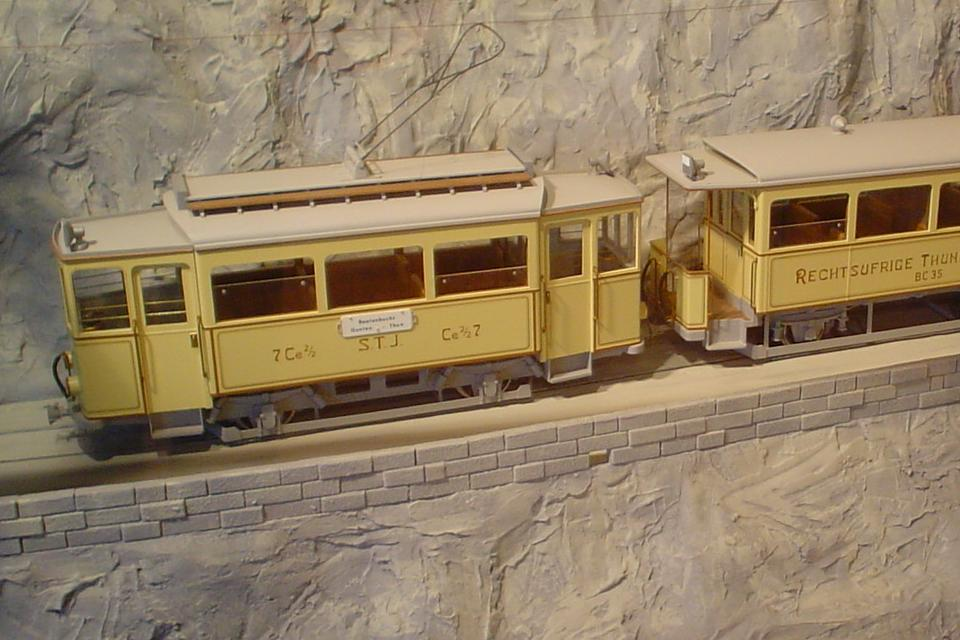
Maquette du tramway STI à l'état d'origine

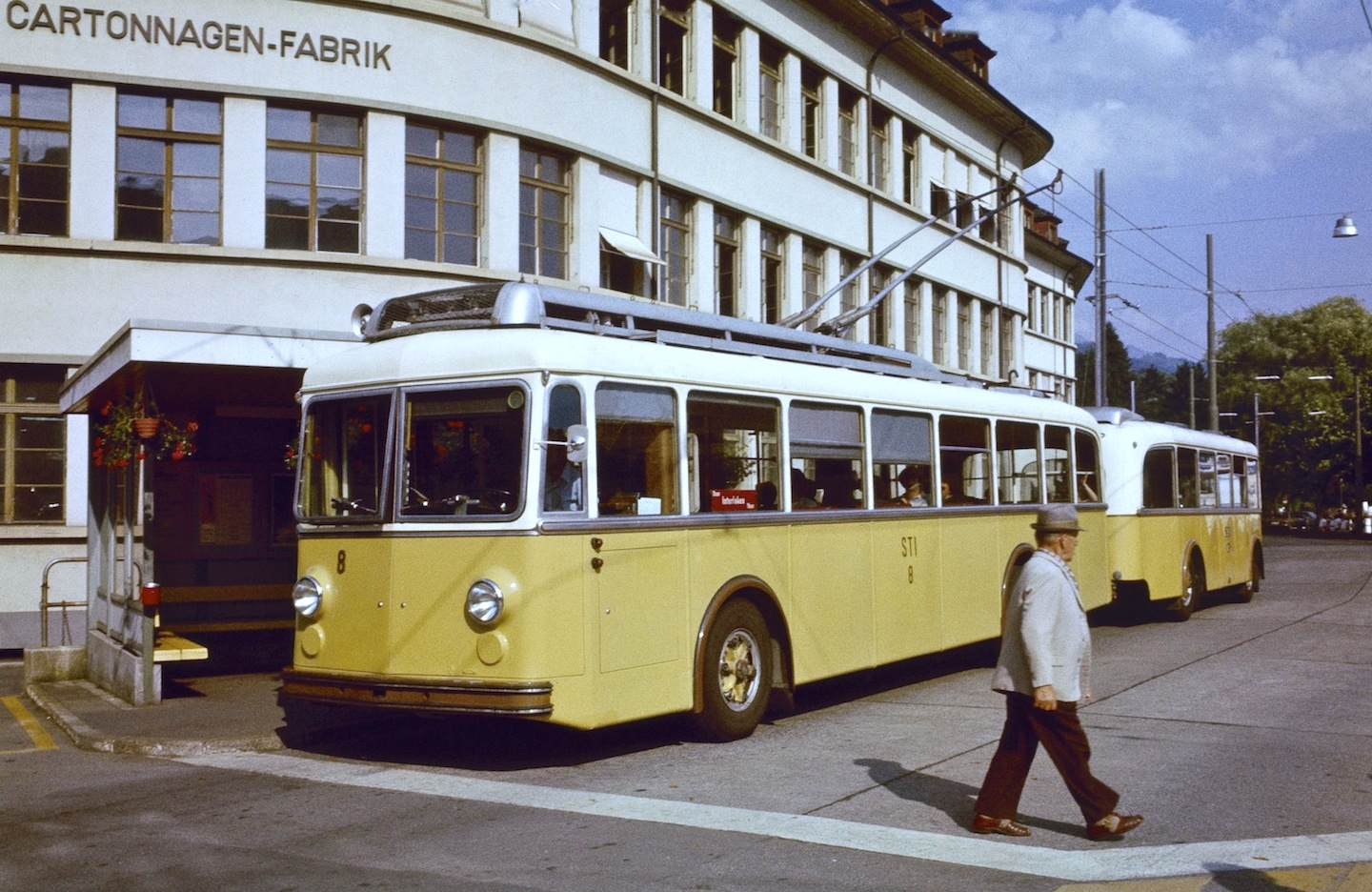
Trolleybus Berna qui remplaça le tramway

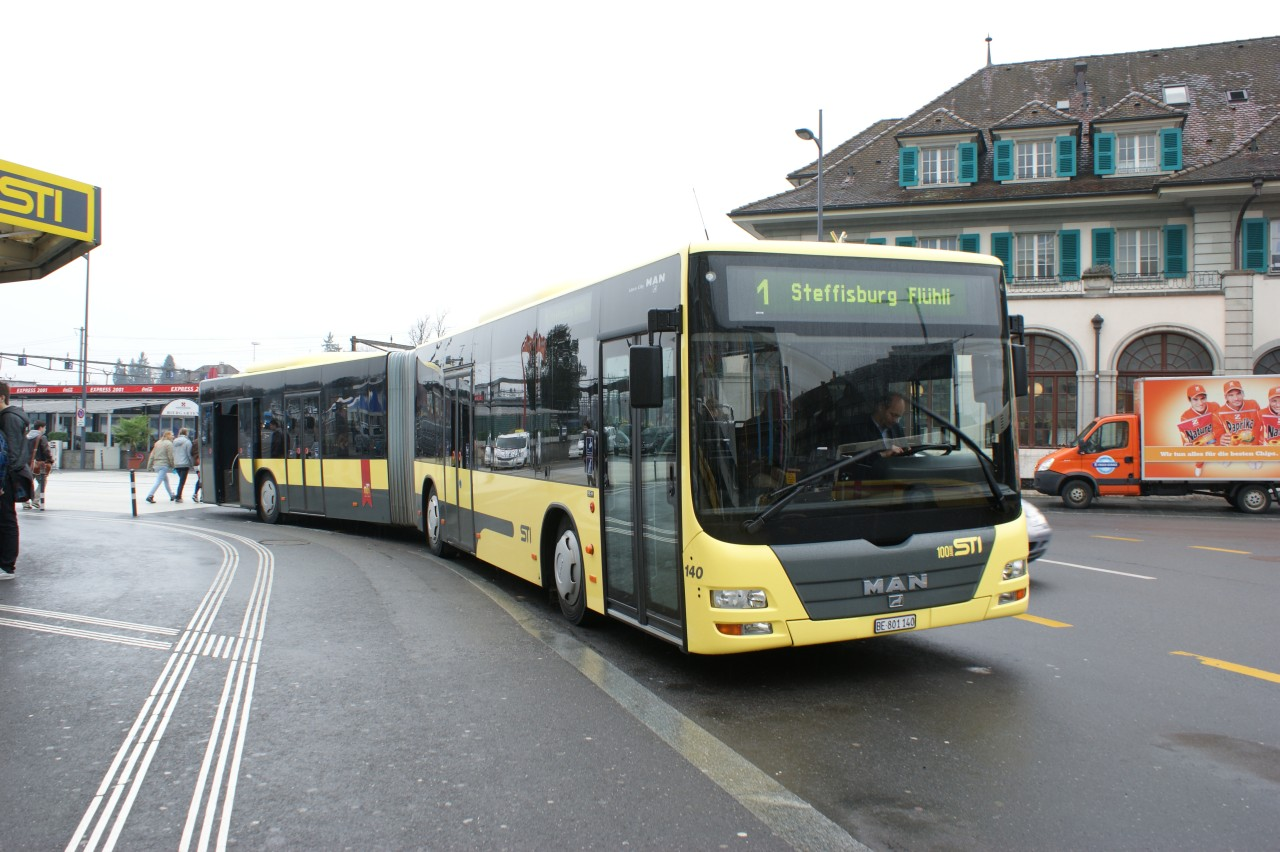
Autobus articulé MAN actuel

Le tramway Steffisburg–Thun–Interlaken est une ancienne ligne qui reliait ces localités, via la rive droite du lac de Thoune. Le tramway a été remplacé par un trolleybus entre Thoune et Interlaken (gare de l'Ouest) Beatenbucht, et par un bus sur le reste du parcours ; le trolleybus a également cédé sa place au bus en 1982.

## Tramway

### Historique
- Mises en service :
  - 10 octobre 1913 : Steffisburg – Thoune – Oberhofen am Thunersee ;
  - 24 décembre 1913 : Oberhofen – Beatenbucht ;
  - 20 juin 1914 : Beatenbucht – Interlaken (gare de l'Ouest).

- Suppressions :
  - 18 décembre 1939 : Beatenbucht – Interlaken (remplacement par bus)
  - 31 janvier 1952 : Thoune – Beatenbucht (remplacement par trolleybus)
  - 31 mai 1958 : Steffisburg – Thoune (remplacement par bus)

### Infrastructure
La ligne ne comportait qu'une voie unique, les convois se croisaient dans l'une des 12 stations équipées de deux voies, réparties le long du tracé.

#### Électrification
Dès l'origine la ligne fut équipée d'une ligne de contact alimentée en courant continu avec une tension de 1 100 V.

## Trolleybus
- Mise en service :
  - 1er février 1952 : Thoune – Beatenbucht

- Suppressions (remplacement par bus) :
  - 22 février 1982 : Oberhofen – Beatenbucht
  - 14 mars 1982 : Thoune – Oberhofen